# Hans-Peter Thietz
Hans-Peter Thietz (ur. 12 lipca 1934 w Löbau, zm. 22 września 2018 w Gefell (Nadrenia-Palatynat)) – niemiecki polityk i publicysta, poseł do Volkskammer i obserwator w Parlamencie Europejskim.

## Życiorys
W 1960 zdał maturę. W 1962 zdał egzamin na asystenta technologa medycznego, a w 1965 na inżyniera chemika. Kształcił się na studium z inżynierii patentowej na Uniwersytecie Humboldtów w Berlinie (w NRD). Od 1962 do 1969 pracował jako szef działu w Orthopädietechnik Berlin (centrum zajmującym się technologią medyczną), założył też czasopismo poświęcone tej tematyce. Od 1971 pracował jako asesor i inżynier patentowy m.in. w Akademii Nauk NRD. Po 1990 działał jako wolny strzelec dziennikarski.
W 1989 wstąpił do wschodnioniemieckiego oddziału Wolnej Partii Demokratycznej. W marcu 1990 wybrano go do Volkskammer, jego mandat wygasł wraz ze zjednoczeniem Niemiec w październiku 1990. Od lutego 1991 do lipca 1994 był obserwatorem w Parlamencie Europejskim reprezentującym dawną NRD z rekomendacji FDP. Od 1994 do 1999 mieszkał w Panay na Filipinach, skąd pochodziła jego żona. Działał w małym ugrupowaniu Bund Freier Bürger. W późniejszych latach zajął się także wydawaniem własnej publicystyki politycznej zawierającej teorie spiskowe.

## Życie prywatne
Żonaty, miał jedno dziecko. Był także dyrygentem chóru i nauczycielem gry na fortepianie.